# Humięcino
Humięcino – wieś sołecka w Polsce położona w województwie mazowieckim, w powiecie ciechanowskim, w gminie Grudusk.
| SIMC    | Nazwa           | Rodzaj    |
| ------- | --------------- | --------- |
| 0115536 | Humięcino-Retki | część wsi |

W latach 1975–1998 miejscowość administracyjnie należała do województwa ciechanowskiego.